# Mouli
Mouli (kinesiska: 牟礼镇, 牟礼) är en köping i Kina. Den ligger i provinsen Sichuan, i den sydvästra delen av landet, omkring 51 kilometer sydväst om provinshuvudstaden Chengdu. Antalet invånare är 42 538. Befolkningen består av 22 026 kvinnor och 20 512 män. Barn under 15 år utgör 11,0 %, vuxna 15-64 år 72 %, och äldre över 65 år 16,0 %.
Genomsnittlig årsnederbörd är 1 367 millimeter. Den regnigaste månaden är juli, med i genomsnitt 383 mm nederbörd, och den torraste är januari, med 12 mm nederbörd.